# Dicelis filaria
Dicelis filaria is een rondwormensoort. De wetenschappelijke naam van de soort is voor het eerst geldig gepubliceerd in 1845 door Dujardin.